# Tamaricella nitida
Tamaricella nitida är en insektsart som först beskrevs av Mitjaev 1971.  Tamaricella nitida ingår i släktet Tamaricella och familjen dvärgstritar.
Artens utbredningsområde är Kazakstan. Inga underarter finns listade i Catalogue of Life.